# 오페라의 유령 (1998년 영화)
《오페라의 유령》(이탈리아어: Il fantasma dell'Opera)은 이탈리아에서 제작된 다리오 아르젠토 감독의 1998년 로맨틱 공포 영화이다. 줄리언 샌즈, 아시아 아르젠토 등이 출연하였고, 주세페 콜롬보 등이 제작에 참여하였다.

## 줄거리
1877년 쥐떼가 강에서 버려진 아기가 담긴 바구니를 발견하고 아기를 파리 국립 오페라 지하에서 키운다. 성장하여 온전한 얼굴을 지닌 오페라의 유령이 된 그는 오페라 가수 크리스틴에게 반해 그녀를 주연으로 올리기 위해 음모를 진행하는 한편 쥐를 박멸하려고 하는 구제업자와 대적한다.

## 출연진
- 줄리언 샌즈
- 아시아 아르젠토
- 안드레아 디스테파노
- 나디아 리날디
- 코랄리나 카탈디타소니

## 기타 제작진
- 미술: 안토넬로 젤렝그, 처버 슈토르크